# Desprogramación Evolutiva
La Desprogramación Evolutiva es una metodología que explora el inconsciente con el objetivo de identificar y liberar patrones emocionales limitantes, traumas heredados y condicionamientos transgeneracionales. Se fundamenta en principios de la epigenética, la memoria celular y la influencia del entorno en la función genética. Esta técnica postula que experiencias no resueltas de generaciones pasadas pueden influir en la vida de un individuo a través de mecanismos biológicos, emocionales, y posiblemente, energéticos.

## Fundamentos Científicos

### Epigenética y transmisión hereditaria de experiencias
La epigenética estudia cómo factores ambientales, experiencias de vida y emociones pueden modificar la función genética sin alterar la secuencia del ADN. Estas modificaciones, conocidas como marcas epigenéticas, pueden transmitirse a las siguientes generaciones, lo que sugiere que ciertos traumas, miedos o respuestas emocionales podrían heredarse biológicamente.
Investigaciones han demostrado que eventos como la hambruna holandesa de 1944 dejaron una huella epigenética en la descendencia de quienes la vivieron, afectando su metabolismo y aumentando el riesgo de enfermedades cardiovasculares y diabetes. De manera similar, estudios en descendientes de sobrevivientes del Holocausto han revelado niveles más altos de cortisol (una hormona relacionada con el estrés) en comparación con otros grupos de población, lo que sugiere una transmisión intergeneracional de traumas y patrones de conducta.

### Influencia del pasado en el presente
Más allá de la epigenética, algunas investigaciones sugieren que el pasado podría influir en la percepción del presente e incluso modificar la forma en que interpretamos la realidad. Así, por ejemplo, se plantea la posibilidad de que el pasado no sea algo estático e inmutable, sino que, desde una perspectiva cuántica, la información del pasado pueda estar en constante interacción con el presente. Si bien esta idea sigue siendo objeto de debate, abre una posible vía para entender cómo los recuerdos, traumas y creencias heredadas podrían ser modificados a nivel inconsciente a través de técnicas que trabajan con la memoria celular.

### Conexión mente-cuerpo y memoria celular
Desde una perspectiva neurocientífica, se ha explorado cómo la memoria no solo reside en el cerebro, sino que puede estar distribuida en el cuerpo a través de la red neuronal y las células. Esto sugiere que ciertas respuestas emocionales pueden estar codificadas en el organismo y reactivarse ante estímulos similares a los que originaron el trauma.
Además, estudios recientes en el campo de la física cuántica han postulado que la consciencia podría estar vinculada a procesos cuánticos en el cerebro, lo que abre nuevas hipótesis sobre la interacción entre información heredada y patrones de pensamiento individuales. Aunque estas ideas son aún objeto de investigación, sugieren que la Desprogramación Evolutiva podría actuar a niveles más profundos de lo que se comprende actualmente.

## Principios de la Desprogramación Evolutiva
La Desprogramación Evolutiva se basa en la premisa de que muchas creencias, miedos y patrones de comportamiento no surgen exclusivamente de la experiencia personal, sino que pueden estar influenciados por memorias transgeneracionales y experiencias tempranas durante la gestación. Para abordar estos condicionamientos, se utilizan técnicas de indagación profunda que incluyen:
- Exploración del Proyecto Sentido: Análisis de las circunstancias emocionales y psíquicas de los progenitores en el momento de la concepción y gestación, ya que estas pueden influir en el desarrollo del individuo.
- Identificación de patrones transgeneracionales: Estudio de eventos y creencias recurrentes en la historia familiar que podrían estar afectando inconscientemente al individuo.
- Liberación de memorias emocionales: Métodos para desbloquear y procesar emociones reprimidas a nivel inconsciente, promoviendo una transformación en la percepción y en la conducta.

## Consideraciones adicionales
Es importante destacar que la Desprogramación Evolutiva no es una terapia médica convencional, sino que es aún considerada una terapia holística. Si bien algunas investigaciones sugieren que puede ser útil para abordar ciertos problemas emocionales y de conducta, es necesario realizar más estudios para validar su eficacia y comprender completamente sus mecanismos de acción.